# Hijo de la luna
Hijo de la luna (spanisch für „Kind/Sohn des Mondes“ oder „Kind/Sohn der Luna“) ist ein 1986 veröffentlichtes Lied  von José María Cano, das zunächst in der Fassung der spanischen Band Mecano bekannt wurde. Der Text gibt vor, eine alte Legende zu erzählen. Es wird thematisiert, wie Luna, die mythische weibliche Figur des Mondes, zu einem Menschenkind kommt. Das Lied wurde von verschiedenen Musikern und Bands in weiteren Versionen aufgenommen. Die in Deutschland kommerziell erfolgreichste Coverversion stammt von dem niederländischen Musikprojekt Loona aus dem Jahr 1998.

## Inhalt
Eine Zigeunerin flehte Luna eine ganze Nacht lang an, ihr einen Mann zu schenken. Schließlich wurde ihr der Wunsch gewährt. Sie sollte einen dunkelhäutigen Zigeuner zum Mann bekommen. Doch Luna verlangte eine Gegenleistung. Sie wollte das erstgeborene Kind haben. Es wird angemerkt: Eine Frau, die bereit ist, ihr ungeborenes Kind wegzugeben, nur um nicht allein zu sein, liebt es nicht.
Das Kind kam zur Welt, doch es war nicht dunkelhäutig, sondern hell wie das Fell eines Hermelins, mit grauen Augen, eben ein Kind des Mondes. Der Zigeuner glaubte an Zauberei oder Ehebruch und erstach seine Frau mit einem Messer. Das Kind brachte er auf einen Berg und ließ es dort liegen.
Das Kind blieb dort und lebte weiter. In den Vollmondnächten ging es ihm gut, und wenn es weinte, nahm die Luna (bildlich) in ihrer Gestalt als Mond ab, um dem Kind eine Wiege zu sein.
Im Refrain wird Luna angeklagt: „Luna, willst Mutter sein aber findest keine Liebe, die Dich zur Frau macht, sag mir, silberner Mond, was willst Du mit einem Kind aus Haut (und Knochen)?“

## Veröffentlichung
Das Lied wurde erstmals 1986 auf Mecanos vierten Studioalbum Entre el cielo y el suelo veröffentlicht, in Deutschland als Single erst 1989 und 1991 ein weiteres Mal als Dis moi lune d’argent auf der französischen Ausgabe des Albums Aidalai. Das dazugehörige Musikvideo wurde auf der Internetplattform YouTube über 131 Millionen Mal abgerufen. Die ehemalige Mecano-Sängerin Ana Torroja nahm den Titel 2006 noch einmal in einer neuen Version auf.

## Coverversionen
1994 wurde das Stück erstmals von Montserrat Caballé gecovert. Später wurde das Lied unter anderem von Sarah Brightman (2000), Mario Frangoulis (2002) und Belle Pérez (2002) interpretiert. 
Die im deutschsprachigen Raum erfolgreichste Coverversion stammt von der niederländischen Sängerin Loona aus dem Jahr 1998. Samuel Bouriah war der Produzent von Loonas Version. Die Single erschien am 23. November 1998. Auf der B-Seite der Single war Loonas Weihnachtslied Another Christmas Without You enthalten. Sie war vom 28. Dezember 1998 bis zum 11. Januar 1999 der Nummer-eins-Hit in Deutschland. Etwa um dieselbe Zeit erreichte der Titel Platz zwei in der Schweizer Hitparade, sowie Platz drei in den österreichischen Charts.
Rockigere Varianten stammen von der Celtic-Rock-Formation Lyriel (2006) und den Metal-Bands Mors Principium Est (2003) und Stravaganzza (2006) sowie Haggard (2008). Die finnische Sängerin Katra Solopuro veröffentlichte mit ihrer Gothic-Metal-Gruppe Katra im August 2008 auf dem Album Beast Within eine finnische Version namens Kuunpoika („Mondkind“).
2010 veröffentlichte Vicky Leandros auf der CD Zeitlos eine Interpretation mit einem deutschen Text von Doris Decker und Max Hopp, der inhaltlich nichts mit dem Original gemein hat und dessen tragische und ethnische Dimension völlig ausblendet. Ein Arrangement für ein Vokalensemble erschien 2003 auf dem Album Follow That Star der britischen Band The Gents mit dem Marimba-Quartett Carrefour. Eine A-cappella-Version mit einer Countertenor-Stimme schufen 2014 die SixPacks aus Bayreuth. Die spanische Sängerin Nuria Fergó interpretierte auf ihrer 2022 erschienenen CD Con Permiso eine Version des Liedes im Stil mexikanischer Rancheras.

## Rezeption

### Original
| ChartsChartplatzierungen | Höchstplatzierung | Wochen |
| ------------------------ | ----------------- | ------ |
| Deutschland (GfK)        | 45 (17 Wo.)       | 17     |

### Loona

#### Charts und Chartplatzierungen
| ChartsChartplatzierungen  | Höchstplatzierung | Wochen |
| ------------------------- | ----------------- | ------ |
| Deutschland (GfK)         | 1 (17 Wo.)        | 17     |
| Niederlande (Media Markt) | 18 (9 Wo.)        | 9      |
| Österreich (Ö3)           | 3 (13 Wo.)        | 13     |
| Schweiz (IFPI)            | 2 (17 Wo.)        | 17     |

| ChartsJahrescharts (1999) | Platzierung |
| ------------------------- | ----------- |
| Deutschland (GfK)         | 17          |
| Österreich (Ö3)           | 34          |
| Schweiz (IFPI)            | 21          |

#### Auszeichnungen für Musikverkäufe
| Land/Region        | Auszeichnungen für Musikverkäufe (Land/Region, Auszeichnung, Verkäufe) | Verkäufe |
| ------------------ | ---------------------------------------------------------------------- | -------- |
| Deutschland (BVMI) | 3× Gold                                                                | 750.000  |
| Schweiz (IFPI)     | Gold                                                                   | 25.000   |
| Insgesamt          | 2× Gold · 1× Platin ·                                                  | 775.000  |